# (248908) Ginostrada
(248908) Ginostrada est un astéroïde de la ceinture principale.

## Description
(248908) Ginostrada est un astéroïde de la ceinture principale. Il fut découvert le 15 novembre 2006 à Vallemare Borbona par Vincenzo Silvano Casulli. Il présente une orbite caractérisée par un demi-grand axe de 3,11 UA, une excentricité de 0,13 et une inclinaison de 14,3° par rapport à l'écliptique.
L’astéroïde a été nommé ainsi en hommage au médecin humanitaire Gino Strada.

## Compléments